# Andrena hikosana
Andrena hikosana är en biart som beskrevs av Hirashima 1957. Andrena hikosana ingår i släktet sandbin, och familjen grävbin. Inga underarter finns listade i Catalogue of Life.